# 順發超級市場
順發超級市場（英語：Shun Fat Supermarket）（控股公司為美國順發行有限公司），在1993年，由越南華人商家陳才孝（董事長及首席執行官）於美國羅省蒙特利公园成立華資私營超級市場，總部位於美國羅省圣盖博谷。
業務在美國經營連鎖超級市場，地區包括拉斯維加斯、沙加緬度、德州達拉斯等地區，店舖已有15家。。
而「順發」寓意是「豐盛之路」的人民。
最近在2013年6月中期，順發超級市場首次在加州以外的德州達拉斯开设分店。

## 連結
- shunfatsupermarket.com （页面存档备份，存于）